# Ariadna insularis
Espèce
Ariadna insularis est une espèce d'araignées aranéomorphes de la famille des Segestriidae.

## Distribution
Cette espèce se rencontre en Namibie et en Afrique du Sud.

## Description
La femelle holotype mesure 14 mm.

## Systématique et taxinomie
Cette espèce a été décrite par Purcell en 1908.

## Publication originale
- Purcell, 1908 : « Araneae. Forschungsreise in Südafrika, 1(2). » Denkschriften der Medicinisch-Naturwissenschaftlichen Gesellschaft zu Jena, vol. 13, p. 203-246 (texte intégral).